# Svartön (Luleå)
Svartön, Nederlands: zwart eiland, was vroeger een eiland van de Lule-archipel, maar het is door de postglaciale opheffing aan het vasteland komen te liggen. Het eiland lag aan het zuidoosten van de stad. Door de stijging van het gehele gebied trok de waterlijn zich terug en kwam Svartön aan het vasteland vast te zitten. Door die algemene stijging moest ook steeds de plaatselijke haven steeds meer zeewaarts worden verplaatst. Men was eerst nog van plan de haven bij Gammelstad te leggen, maar dat werd Luleå.
De Noordelijke Haven, Norra Hamn werd in ongeveer 1750 aan de baai Stadsviken aangelegd, maar het was nodig steeds om het schiereiland Gyltzaudden te varen. Met steeds grotere schepen en de zware lading ijzererts en steenkool moest de haven worden verplaatst. Deze kwam toen op dit Svartön terecht. Het aanleggen van het oorspronkelijke havengebied ten westen van Svartöberget begon in 1883, in 1884 lag er 60 meter kade met een waterdiepte van zes meter en in 1886 lag er 105 meter kade en was het hele terrein 38.000 m². De haven lag toen aan de Gråsjälfjärden. Het gebied kreeg de naam Zuidelijke haven, Södra Hamn.
Svartön was ondertussen aan het oosten tegen Börstskär, Gräsören en Yttre Sandskäret aan komen te liggen. Het kreeg het een streeknaam: Svartölandet. Er liggen ijsbrekers, die dit deel van de Botnische Golf voor beroepsvaart zo lang mogelijk open moeten houden, maar er komen in de zomer ook cruiseschepen. Aangezien vanaf ongeveer 1880 de erts via de Ertsspoorlijn werd aangevoerd liggen er in het hele gebied oude spoorlijnen. De ijzeroverslag is in 1996 in meer naar het zuiden ten oosten van Svartöberget verplaatst, naar een haven aan de Sandöfjord. Het idee de overslag naar het eiland Sandön te verplaatsen bleek niet mogelijk. Er ligt de Svartöberget, een 40 meter hoge berg, op de noordwestpunt van het schiereiland. Het haventerrein is om de berg heen gelegd. Het gebied dient tegenwoordig niet alleen tot havengebied, er zijn ook woonwijken gebouwd: Malmudden, Lövskatan en Svartöstaden.